# Kutas István (kommunikációs szakember)
Kutas István (Budapest, 1973. január 27.) magyar kommunikációs szakember, jelenleg az MBH Bank kommunikációs ügyvezető igazgatója. Korábban többek között a Magyar Telekom, a Telenor és az E.ON kommunikációs területein töltött be vezető pozíciókat. A hazai PR- és vállalati kommunikációs szektor egyik legismertebb szereplője, többször szerepelt a Marketing&Media TOP50 PR-szakember listáján.

## Életpályája
Kutas István a Pannonhalmi Bencés Gimnáziumban érettségizett, majd Münchenben tanult filozófiát. Ezt követően a University of Oxfordon szerzett közgazdasági és politológiai diplomát.
Szakmai pályafutását 1998-ban, a Hill & Knowlton PR ügynökségnél kezdte, később 2002 és 2006 között a Béres Gyógyszergyár kommunikációs osztályvezetője volt. 2006-tól az E.ON csoportnál előbb az E.ON Földgáz Trade és az E.ON Földgáz Storage társaságok vállalati kommunikációs vezetője, majd 2009-től a teljes E.ON Hungária PR és médiakapcsolati vezetőjeként dolgozott.
2011 júliusában a Telenor vállalati kommunikációs igazgatójaként folytatta karrierútját, a mobilszolgáltató belső-, illetve külső vállalati és termékkommunikációjáért felelt. Főbb feladatai közé tartozott a vállalatfejlesztési divízión belül a különböző kommunikációs területek összehangolt koordinálása, illetve a vállalati kommunikáció erősítése a Telenor sajtókapcsolatain és a közösségi média csatornákon keresztül.
2018-ban csatlakozott a Magyar Telekomhoz, ahol vállalati kommunikációs igazgatóként feladatkörébe a klasszikus vállalati PR-on túl a belső kommunikáció, a fenntarthatóság és a CSR kommunikáció is beletartozott. Csapatával új vállalati blogot és podcastcsatornát indított, koordinálásában megvalósuló PR-kampányokat számos versenyen díjazták, és a vállalat többször szerepelt az „Év megbízójaként” a Kreatív PR listáján.
2022 januárjától a Magyar Bankholding kommunikációs ügyvezető igazgatójaként felelt a hármas bankfúzió külső és belső kommunikációjáért, valamint a tagbankok üzleti PR- és CSR-tevékenységéért. Jelenleg, a már MBH Bank néven közismert nagybank kommunikációs ügyvezető igazgatója.
Felsőfokon beszél angolul és németül, továbbá társalgási szinten franciául. Kutas István házasságban él, két gyermek édesapja.

## Elismerései
- IPRA Golden World Award – Telekom PR projekt[6] (2021)
- Marketing&Média kommunikációs szaklap – TOP 50 legsikeresebb PR/kommunikációs szakember
  - Kutas István 6. helyezett[7] (2023)
  - Kutas István 8. helyezett[8] (2024)

## Interjúi, televíziós szereplései
- tv2play.hu - Dolgozz Otthonról Nap először hazánkban (2012.04.24.)
- tv2play.hu - Mégis az ügyfelek fizetik a telefonadót? (2012.05.21.)
- tv2play.hu - Szupergyors mobilinternet (2013.10.11.)
- digitalhungary.hu - Content is king - interjú Kutas Istvánnal  (2016. 08.07.)
- digitalhungary.hu - Összeforrt a PR a közösségi médiával – interjú Kutas Istvánnal  (2017.06.29.)
- techmaniapodcast.hu - Kutas István - Magyar Telekom - A nagy home office interjú (2020.04.30.)
- rtlreggeli.hu - Hogyan válik be a vészhelyzet áthidalására kitalált távmunka? (2020.03.27.)
- tv2play.hu - Csodás eredménnyel zárult az ökumenikusok és az MBH Bank közös adományozása (2024.02.09.)
- kepmas.hu - Interjú Kutas Istvánnal, az MBH bank CSR-stratégiájáról, értékőrző tevékenységéről és missziójáról (2024.04.03.)
- tv2play.hu - Hogyan hat a szurkolás az ember mentális egészségére? (2024.08.05.)
- tv2play.hu - Népszerűsíteni szeretnék a kultúránkba: Cipősdoboz-akció indul rászorulóknak (2024.12.19.)
- tv2play.hu - Fiatalok ezrei tanultak pénzügyekről az MBH Bank vetélkedőjén (2025. 02.03.)
- tv2play.hu - Sikerrel zárult az adománygyűjtő kampány: 380 millió forint gyűlt össze (2025.02.07.)